# Robert Balpo
Robert Balpo dit Balpo (état civil inconnu), est un acteur français actif au cinéma dans les années 1940 et 1950.

## Biographie
En dehors de ses apparitions dans une trentaine de films en quinze ans et de quelques rôles dans des opérettes des années d'après-guerre, on ne sait rien de Robert Balpo auquel les journalistes et les critiques ne semblent pas s'être intéressé particulièrement dans la presse de l'époque.
Son nom apparaît pour la première fois à l'écran dans La Tentation de Barbizon, un film de Jean Stelli réalisé en 1945 et sorti en salle en mars 1946. Qu'avait-il fait avant cette date, quelle avait été sa formation, nous l'ignorons. À la fin du XIXe siècle, un certain Ercole Balpo était apparu dans des programmes de théâtres parisiens comme l'Odéon sans que l'on sache si Robert Balpo était apparenté à cet acteur qui, lui aussi en son temps, ne fit qu'une brève carrière sur scène.
On perd définitivement sa trace après un dernier rôle dans Un cheval pour deux, un film de Jean-Marc Thibault sorti en janvier 1962.

## Théâtre
- 1946 : La Vie de château, opérette en 3 actes et 6 tableaux, livret de Max Régnier, musique de Georges Sellers, au cirque de Rouen (mars) et à Villeurbanne (mai) : Oscar[2]
- 1949 : 4 jours à Paris, opérette en 2 actes et 8 tableaux, livret de Raymond Vincy, musique de Francis Lopez, au théâtre de l'Ambigu (octobre) puis en tournée[3] : Montaron[4]
- 1950 : Ignace, opérette en 3 actes et 4 tableaux, livret de Jean Manse, musique de Roger Dumas, au Grand Théâtre de Reims (janvier) : le colonel Durosier[5]

## Filmographie
- 1945 : La Tentation de Barbizon de Jean Stelli : M. Bricard
- 1945 : Trente et quarante de Gilles Grangier
- 1946 : Cyrano de Bergerac de Fernand Rivers
- 1946 : Panique de Julien Duvivier : le client
- 1947 : Rendez-vous à Paris de Gilles Grangier : M. Moussinot[6]
- 1947 : Les Requins de Gibraltar d'Emil-Edwin Reinert : le cafetier
- 1947: Gonzague, court métrage (31 min) de René Delacroix -
- 1948 : Le Mannequin assassiné de Pierre de Hérain : le chef de train
- 1949 : L'échafaud peut attendre d'Albert Valentin : un employé
- 1949 : Jour de fête de Jacques Tati : le châtelain
- 1949 : L'Homme aux mains d'argile de Léon Mathot : le père de Raymond
- 1950 : Accord imparfait, court métrage (11 min) de Jean-Claude Huysman
- 1951 : Identité judiciaire d'Hervé Bromberger : le cafetier
- 1951 : Dupont Barbès d'Henri Lepage
- 1952 : Ma femme, ma vache et moi de Jean Devaivre
- 1952 : Les Belles de nuit de René Clair : le directeur du collège
- 1952 : La Fête à Henriette de Julien Duvivier : le garçon de café
- 1953 : Rires de Paris d'Henri Lepage
- 1954 : Sur le banc de Robert Vernay : le tailleur
- 1955 : Les Grandes Manœuvres de René Clair : le garçon de café
- 1955 : Les Carnets du Major Thompson de Preston Sturges
- 1955 : Ces sacrées vacances de Robert Vernay
- 1955 : Trois de la Canebière de Maurice de Canonge
- 1957 : Sénéchal le magnifique de Jean Boyer : un avocat
- 1957 : Porte des Lilas de René Clair : un habitué du café
- 1957 : Police judiciaire de Maurice de Canonge
- 1958 : Ascenseur pour l'échafaud de Louis Malle : un consommateur
- 1959 : La Tête contre les murs de Georges Franju
- 1959: Soupe au lait de Pierre Chevalier
- 1959 : Maigret et l'Affaire Saint-Fiacre de Jean Delannoy : le directeur de la banque
- 1960 : Le Baron de l'écluse de Jean Delannoy : un client de l'auberge
- 1961 : Un cheval pour deux de Jean-Marc Thibault